# Jardim Planalto
Jardim Planalto um bairro da região Sudoeste de Goiânia, estado de Goiás, Brasil.
Faz divisa com os bairros Jardim Europa, Vila Rezende, Vila União, Vila Bela, Parque Anhanguera e Jardim América. Cercado por bairros notórios da região sudoeste, o Jardim Planalto se desenvolveu e ganhou maior independência, de fato, apenas a partir dos anos 1990.
Segundo dados do Instituto Brasileiro de Geografia e Estatística (IBGE), divulgados pela prefeitura, no Censo 2010 a população do Jardim Planalto era de 4 883 pessoas.